# Programme AMMA
Pour les articles homonymes, voir Amma.
Le programme AMMA (Analyses multidisciplinaires de la mousson africaine) est un programme international d'observation du climat du Sahel au Golfe de Guinée. Il a pour objectif de comprendre l'aspect pour l'instant erratique de la mousson africaine. Il comporte également un aspect d'étude sociétale de la vie dans le cadre de la région de la Mousson de l'Afrique de l'Ouest, ainsi qu'un aspect d'aide à la décision pour les autorités locales. Sa première phase s'est déroulée de 2002 à 2009, sa deuxième a été lancée en 2010 et prévue durer dix ans (http://www.amma-international.org/). 
L'importance météorologique de l'ouest Africain a longtemps été méconnu à l'échelle du monde. C'est pourtant la zone de départ des Ondes d'Est qui peuvent donner naissance à des cyclones prenant la direction de l'Amérique Centrale et influençant le temps de l'Europe.
Les problèmes politiques et humains de l'Est Africain au cours des vingt dernières années ont retenti sur l'état des réseaux météorologiques locaux qui n'étaient plus en mesure d'assurer la sécurité de leur population ni leurs obligations vis-à-vis de leurs collègues du monde entier. 
Il s'agit non seulement de comprendre la variation de pluviométrie qu'a connu le Sahel et sa région entre 1970 et 1995 mais aussi les mécanismes géophysiques et anthropiques à l'œuvre lors de la mousson de l'Afrique de l'Ouest.
Il rassemble une centaine de laboratoires africains, européens et américains, 600 chercheurs. 
2006 a été une année d'observation intensive avec des avions de recherche(6 avions de recherche), des navires (3 navires) et des ballons instrumentés afin de mesurer les flux atmosphériques, la salinité et les courants marins. 
La troisième réunion du programme s'est tenue à Ouagadougou fin juillet 2009.